# Триггвасон, Бьярни Валдимар
Бья́рни Ва́лдимар Три́ггвасон (англ. Bjarni Valdimar Tryggvason; 21 сентября 1945, Рейкьявик, Исландия — 5 апреля 2022) — канадский физик, астронавт Канадского космического агентства.

## Образование, работа
Родился в столице Исландии Рейкьявике, но в раннем детстве переехал в Канаду, где проживал в Ванкувере. Начальную школу окончил в провинции Новая Шотландия, среднюю школу — в Ричмонде (Британская Колумбия). В 1972 году получил степень бакалавра по прикладной физике в Университете Британской Колумбии (Ванкувер).
В 1972—1973 годах работал в Торонто метеорологом с группой по изучению физики облаков в службе контроля атмосферы (ныне Министерство окружающей среды Канады). Послевузовское образование получал в Университете Западного Онтарио, специализируясь по прикладной математике и гидродинамике. Там с 1974 по 1979 год он являлся научным сотрудником лаборатории моделирования пограничного слоя в аэродинамической трубе.
В 1978 году недолгое время проработал в Университете Киото (Япония) и Университете Джеймса Кука в Таунсвилле (Австралия).
В 1979—1982 годах преподавал в Университете Западного Онтарио. В 1982—1984 годах работал научным сотрудником аэродинамической лаборатории низких скоростей в Национальном научно-исследовательском совете Канады. Участвовал в расследовании причин гибели нефтяной буровой платформы «Оушн Рейнджер» в феврале 1982 года.
В 1982—1992 годах продолжал читать лекции по структурной динамике и случайной вибрации в Оттавском и Карлтонском университетах (Оттава).

## Космическая подготовка
В июне 1983 года Национальный научно-исследовательский совет Канады начал свой первый отбор в отряд астронавтов в связи с подписанием американо-канадского соглашения о совместных космических полётах на американских шаттлах. 5 декабря 1983 года были объявлены имена шести канадских астронавтов, среди которых был и 38-летний Бьярни Триггвасон. С февраля 1984 года проходил подготовку в Космическом центре им. Джонсона в качестве специалиста по полезной нагрузке.
12 декабря 1985 года кандидатура Триггвасона была утверждена в качестве дублёра специалиста по полезной нагрузке Стивена Маклейна для полёта на STS-71F, первоначально планировавшегося на 1987 год. Но после того, как случилась катастрофа шаттла «Челленджер», полёт был перенесён на 1992 год и получил обозначение STS-52.
В 1989 году было создано Канадское космическое агентство (ККА). С этого времени все канадские астронавты стали членами отряда астронавтов ККА.
Б. Триггвасон являлся постановщиком эксперимента в следующих проектах: разработка изолирующей платформы (Large Motion Isolation Mount, LMIM), неоднократно летавшей на самолётах НАСА KC-135 и DC-9; виброизолирующей платформы для условий микрогравитации (Microgravity vibration Isolation Mount, MIM), работавшей на орбитальной станции «Мир» с апреля 1996 по январь 1998 года и обеспечивавшей ряд канадских и американских экспериментов по материаловедению и гидромеханике; платформы MIM-2, задействованной в полёте STS-85 в августе 1997 года. Был также инициатором и техническим руководителем на ранней стадии разработки виброизолирующей подсистемы для условий микрогравитации (Microgravity Vibration Isolation Subsystem, MVIS), которую ККА создавало для европейского модуля «Коламбус».

## Полёт на «Дискавери»
Свой единственный полёт в космос 51-летний Бьярни Триггвасон совершил 7—19 августа 1997 года на борту шаттла «Дискавери» (STS-85) в качестве специалиста по полезной нагрузке. Основной задачей этого полёта было выведение на орбиту и снятие с неё спутника с американо-немецким криогенным телескопом-спектрометром для изучения атмосферы CRISTA-SPAS-2. Б. Триггвасон занимался испытаниями платформы MIM-2 и выполнением экспериментов по определению чувствительности научного оборудования к вибрации, создаваемой системами космического корабля и экипажем.
Длительность полёта составила 11 суток 20 часов 28 минут 7 секунд.
Статистика
| # | Стартовый корабль | Старт, UTC        | Экспедиция | Корабль посадки  | Посадка, UTC      | Налёт                      | Выходы в открытый космос | Время в открытом космосе |
| - | ----------------- | ----------------- | ---------- | ---------------- | ----------------- | -------------------------- | ------------------------ | ------------------------ |
| 1 | Дискавери STS-85  | 07.08.1997, 14:41 | STS-85     | Дискавери STS-85 | 19.08.1997, 11:07 | 11 суток 20 часов 26 минут | 0                        | 0                        |
|   |                   |                   |            |                  |                   | 11 суток 20 часов 26 минут | 0                        | 0                        |

## После полёта
В августе 1998 года Триггвасону было предложено пройти подготовку в Космическом центре им. Джонсона в качестве специалиста полёта совместно с астронавтами НАСА 17-го набора. 27 августа 2000 года, получив соответствующую квалификацию, оказался в первой группе астронавтов, подготовленных как для полётов на шаттлах, так и для экспедиций на МКС.
В дальнейшем работал в НАСА, являясь представителем экипажа в лаборатории комплексирования бортовой радиоэлектронной аппаратуры шаттла (Shuttle Avionics Integration Laboratory, SAIL), которая обычно испытывает программное обеспечение ещё до орбитального полёта. Также занимался обеспечением системы имитации в тренажёрном центре в Хьюстоне, был представителем ККА в рабочей группе НАСА по измерению микрогравитации и в объединённой группе по анализированию микрогравитации на МКС.
В 2001—2003 годах Триггвасон покидал ККА и работал в частной сфере. В 2004 году вернулся в агентство, но в июне 2008 года, через 25 лет после прихода в космонавтику, окончательно расстался с ним. Преподавал в Университете Западной Онтарио в Лондоне (провинция Онтарио).
Скончался 5 апреля 2022 года.

## Награды
- Орден Исландского Сокола
- Медаль НАСА «За космический полёт»

## Семья и увлечения
Разведён. Двое детей. Увлечения: полёты, особенно пилотажные полёты, физическая подготовка, подводное плавание, прыжки с парашютом.